# Reichsstraße 384
Die Reichsstraße 384 (R 384) war bis 1945 eine Staatsstraße des Deutschen Reichs, die vollständig auf 1939 annektiertem polnischem Gebiet lag. Sie verlief, in Grudziądz (Graudenz) beginnend, auf der Trasse der heutigen DW 534 über Radzyń Chełmiński (deutsch: Rehden), Wąbrzeźno (deutsch: Briesen), kreuzte bei dem Dorf Lipnica die Reichsstraße 382, verlief weiter über Golub-Dobrzyń (Gollub), wo sie die Drwęca (Drewenz) überquerte,  und Kikół (Kikol, 1942–1945 Kickelsee) und von da an auf der heutigen Droga krajowa 10 nach Lipno (1941–1945 Leipe), wo sie auf die Reichsstraße 78 und die Reichsstraße 123 traf und endete.
Ihre Gesamtlänge betrug rund 80 Kilometer.